# Giro del Friuli
Der Giro del Friuli (auch Giro del Friuli Venezia Giulia, dt. Friaul-Rundfahrt) war ein italienisches Straßenradrennen, das jährlich im Friaul ausgetragen wurde.
Das Eintagesrennen wurde erstmals 1974 veranstaltet. Erster Sieger war der Italiener Luciano Borgognoni. Rekordsieger ist der Italiener Guido Bontempi mit drei Siegen. Bontempi gelang es zudem als einzigem Fahrer in zwei aufeinanderfolgenden Jahren das Rennen für sich zu entscheiden. Die letzte Austragung des Rennens fand 2011 statt.
Das Rennen gehörte zuletzt in der Kategorie 1.1 zur UCI Europe Tour. Die Austragungen 1991 und 2000 dienten zugleich als Italienische Straßenmeisterschaften.

## Siegerliste
- 2011  José Serpa
- 2010  Roberto Ferrari
- 2009  Mirco Lorenzetto
- 2005–2008 nicht ausgetragen
- 2004  Michele Gobbi
- 2003  Joseba Albizu
- 2002  Franco Pellizotti
- 2001  Denis Lunghi
- 2000  Michele Bartoli
- 1999  Davide Rebellin
- 1998  Francesco Arazzi
- 1997 ausgefallen
- 1996  Andrei Teterjuk
- 1995  Dmitri Konyschew
- 1994  Wolodymyr Pulnikow
- 1993  Pēteris Ugrjumovs
- 1992  Alessandro Gianelli
- 1991  Gianni Bugno (2)
- 1990  Leonardo Sierra
- 1989  Lech Piasecki
- 1988  Guido Bontempi (3)
- 1987  Guido Bontempi (2)
- 1986  Gianni Bugno
- 1985  Franco Chioccioli
- 1984  Claudio Corti (2)
- 1983  Francesco Moser (2)
- 1982  Guido Bontempi
- 1981  Wladimiro Panizza
- 1980  Claudio Corti
- 1979  Francesco Moser
- 1978  Roger De Vlaeminck
- 1977  Giuseppe Saronni
- 1976  Franco Bitossi
- 1975  Roberto Poggiali
- 1974  Luciano Borgognoni